# Peponium mackenii
Peponium mackenii är en gurkväxtart som först beskrevs av Naud., och fick sitt nu gällande namn av Adolf Engler. Peponium mackenii ingår i släktet Peponium och familjen gurkväxter. Inga underarter finns listade i Catalogue of Life.